# Villatoro (kommunhuvudort)
Villatoro är en kommunhuvudort i Spanien.   Den ligger i provinsen Provincia de Ávila och regionen Kastilien och Leon, i den centrala delen av landet, 120 km väster om huvudstaden Madrid. Villatoro ligger 1 195 meter över havet och antalet invånare är 247.
Terrängen runt Villatoro är huvudsakligen kuperad. Villatoro ligger nere i en dal. Runt Villatoro är det glesbefolkat, med 12 invånare per kvadratkilometer. Närmaste större samhälle är Solosancho, 17,5 km öster om Villatoro. Trakten runt Villatoro består i huvudsak av gräsmarker.